# Jean Augé
Pour les articles homonymes, voir Jean Augé (sculpteur) et Augé.
Jean Augé dit P'tit Jeannot, né le 11 janvier 1923 à Marnia, en Algérie, et mort assassiné le 15 juin 1973 à Caluire-et-Cuire, en France, est un malfaiteur français. Il doit son surnom « P'tit Jeannot » à sa relative petite taille (1,62 m).

## Biographie
Collaborateur au début de l'occupation allemande, il tue un jour deux Allemands dans un bar. D'autres sources mentionnent qu'il a joué un rôle actif au sein de la Résistance dans la région de Grenoble. Jean Augé est réputé être un membre influent du milieu lyonnais dans les années 1960. Associé dans divers boîtes de nuit de la région lyonnaise, il aurait aussi dirigé une équipe de racket et contrôlé une entreprise de placement de machines à sous.
Selon certaines sources, il aurait été un « barbouze tortionnaire » durant la guerre d'Algérie ou aurait fait partie du Service d'action civique. Cependant selon Pierre Debizet, secrétaire général du Service de 1969 à 1982, Augé n'a jamais fait partie du SAC. Lucien Bitterlin, qui organisa l'action des « barbouzes » en Algérie entre novembre 1961 et mars 1962, dément également l'appartenance de Jean Augé à son équipe.
Dans son rapport publié en 1982, la Commission d'enquête parlementaire sur le SAC cite un arrêt de la Cour d'appel de Lyon du 16 septembre 1965 selon lequel Augé a effectué en 1961 une mission en Algérie pour le compte de la Sécurité militaire. 
Celui qui était considéré comme le parrain du milieu lyonnais est abattu de plusieurs balles le 15 juin 1973, rue du Bois de la Caille, dans le quartier de Cuire-le-Bas à Caluire-et-Cuire. Le commanditaire de son exécution serait le Gang des Lyonnais dont l'influence se faisait de plus en plus grande, au début des années 1970 au sein du grand banditisme lyonnais.

## Filmographie
- L'acteur Olivier Rabourdin a interprété son personnage dans le téléfilm sorti en 2005, S.A.C., des hommes dans l'ombre de Thomas Vincent.

- L'acteur Laurent Richard a interprété son personnage dans le film sorti en 2011, Les Lyonnais d'Olivier Marchal. Dans celui-ci, Jean Augé est assassiné devant la Cathédrale Saint-Jean, et non à Caluire-et-Cuire.